# Reacher (Segel)
Der Reacher ist ein spezielles Vorsegel für ein Segelboot. Es wird auf raumen bis Halbwind-Kursen verwendet.
Der Name leitet sich von dem englischen Wort reaching ab, was die englische Bezeichnung für den Kursbereich raumer Wind (der Wind am Boot kommt von schräg hinten) bis halber Wind (der Wind am Boot kommt genau von der Seite) ist.
Er wird wie der Blister und der Gennaker fliegend gefahren, das heißt, das Vorliek ist nur an zwei Stellen, nämlich am Segelkopf und am Segelhals, angeschlagen (befestigt). Meist ist der Reacher im Gegensatz zu Blistern und Gennakern flacher geschnitten (weniger Bauch) und kann so höher zum Wind gefahren werden. Reacher haben meist eine größere Segelfläche als standardmäßige Genuas und sind voller (bauchiger) geschnitten als diese. Früher wurde der Reacher als Raumballon bezeichnet.